# イギリス鉄道395形電車
イギリス鉄道395形電車 (British Rail Class 395、クラス395) は、イギリスのサウスイースタン鉄道の高速列車用電車である。ロンドンから英仏海峡トンネルの入口があるケント県フォークストン間の高速新線・CTRLの速達化を目的として、2009年12月から最高速度225 km/h (140 mph) での運行を開始した。投げ槍を意味するジャベリン（Javelin）の愛称がある。
2012年に開催されたロンドンオリンピックの会場アクセス用列車「オリンピックジャベリン」 (Olympic Javelin) としても使用された。

## 概説
英国内の高速新線を使用した高速列車に使用される電車編成であり、日本の車両メーカー（日立製作所）が初めて製作した欧州の高速鉄道車両として注目されている。
当初は、2億5千万ポンドで28編成の発注が、その後に1編成の追加発注（合計29編成）が、日立製作所に対してなされ、山口県下松市の笠戸事業所で製造された。2007年8月23日に、最初の編成がサウサンプトン港に陸揚げされた。2007年8月から、委託会社であるSerco（サーコ）によって試運転が行われるため、まず4編成が受領されている。残りの編成は、2008年から2009年にかけて受領され、2009年8月17日に全ての編成の納入を完了した。電車は、ケント県のアシュフォード車両基地を拠点とする。395形は、車両保有会社であるHSBCホールディングス傘下の車両リース会社エバーショルト・レール・グループ（旧：HSBCレール社）が保有し、同社からサウスイースタンにリースされる。
全ての編成にイギリスのメダリストの愛称名が付けられる予定になっており、第1編成はケリー・ホームズ選手（女子陸上）にちなんで「ティム・ケリー」と名づけられた。
2010年4月14日、「英国High Speed 1路線向け高速鉄道車両（Class395車両）の開発」に対し、車両メーカーである日立製作所が第39回日本産業技術大賞「内閣総理大臣賞」を受賞した。

## 仕様

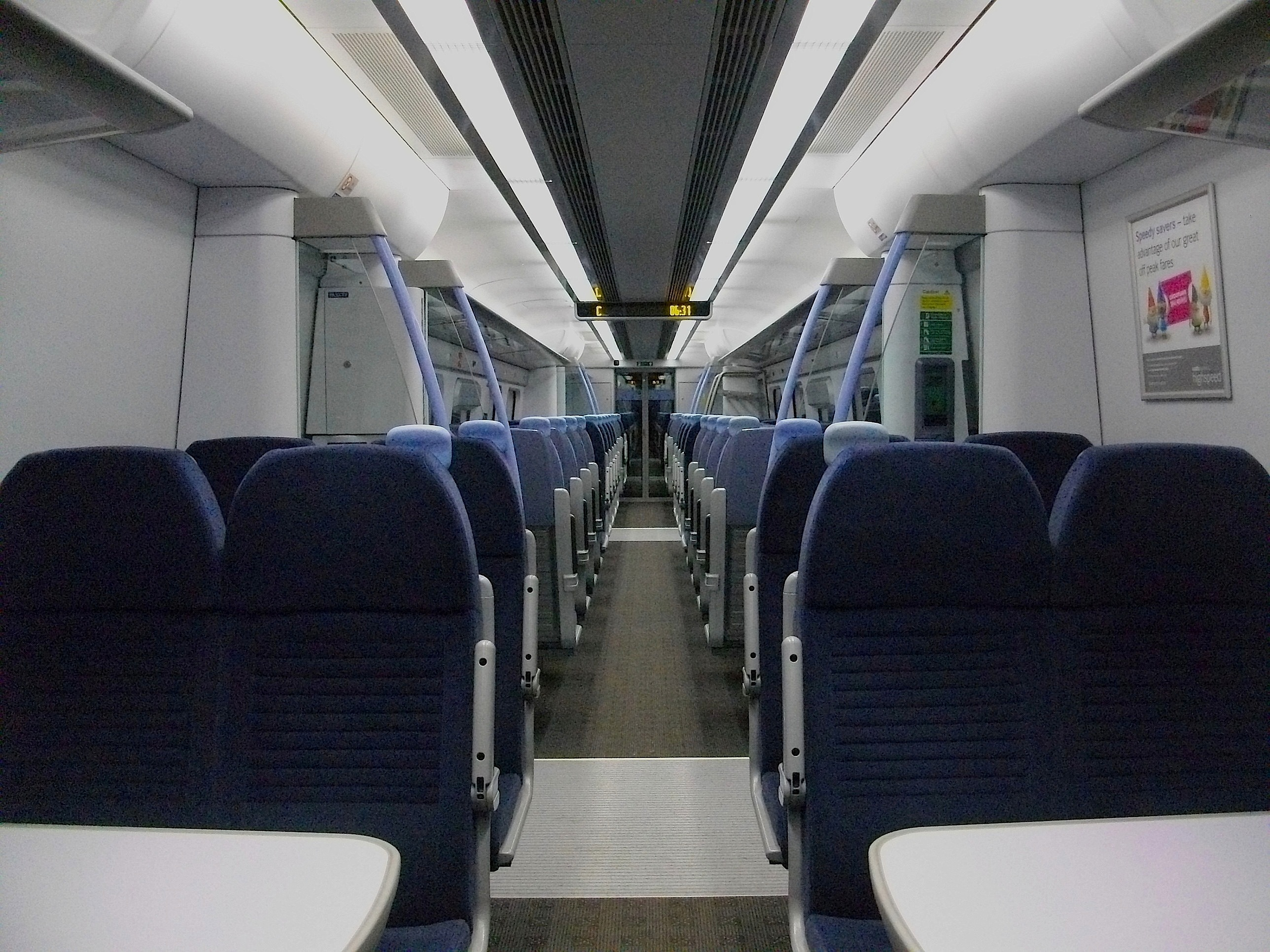
395形の車内

A-trainの技術を用いたダブルスキン構造のアルミニウム合金製の車体を採用する。車両設計にあたり、英国及び欧州の規格（RGS及びTSI）を満たす必要があったため、先頭形状について新幹線車両設計時に使用されたトンネル微気圧波シミュレーション技術が用いられている。
編成は両端の制御車と中間電動車4両からなる6両固定編成を組んでおり、最大で2編成を併結した12両編成での運行が可能である。電気方式は高速線区間の交流電化（25,000V・架空電車線方式）と在来線の直流電化（750V ・第三軌条方式）の双方に対応している。パンタグラフは両端の制御車に設置されている。
保安装置はETCS（ヨーロッパの鉄道における統一システム）、TVM430（LGVやCTRLで使用されている自動列車制御装置）、Train Protection & Warning System（TPWS、自動列車停止装置）、KVB（セント・パンクラス駅構内で使用されている地上信号方式）を搭載する。その他、GPSを用いて列車の位置を演算し、プラットホーム上の定位置に列車を止める装置も装備している。

## 関連項目

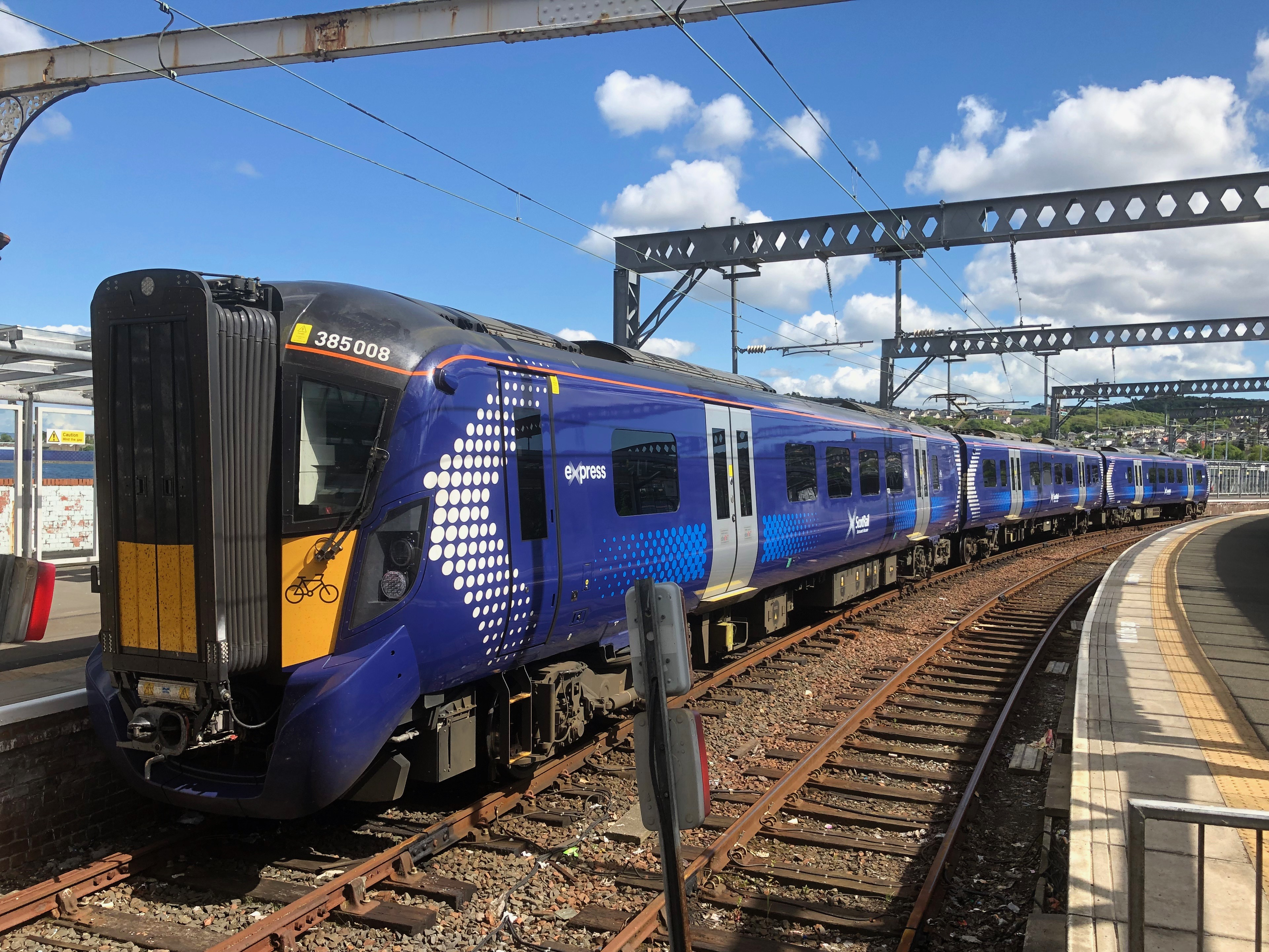
385形
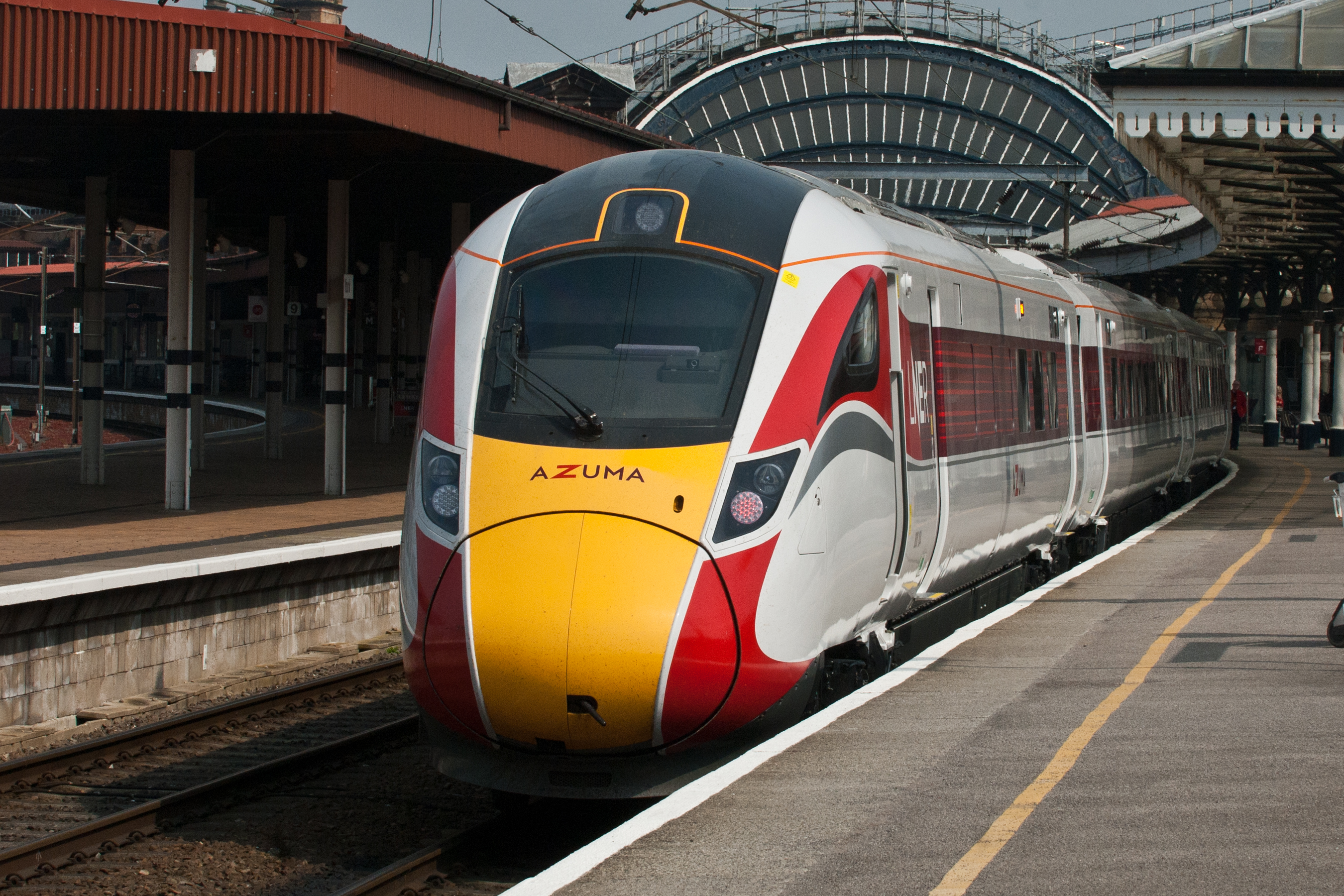
800形
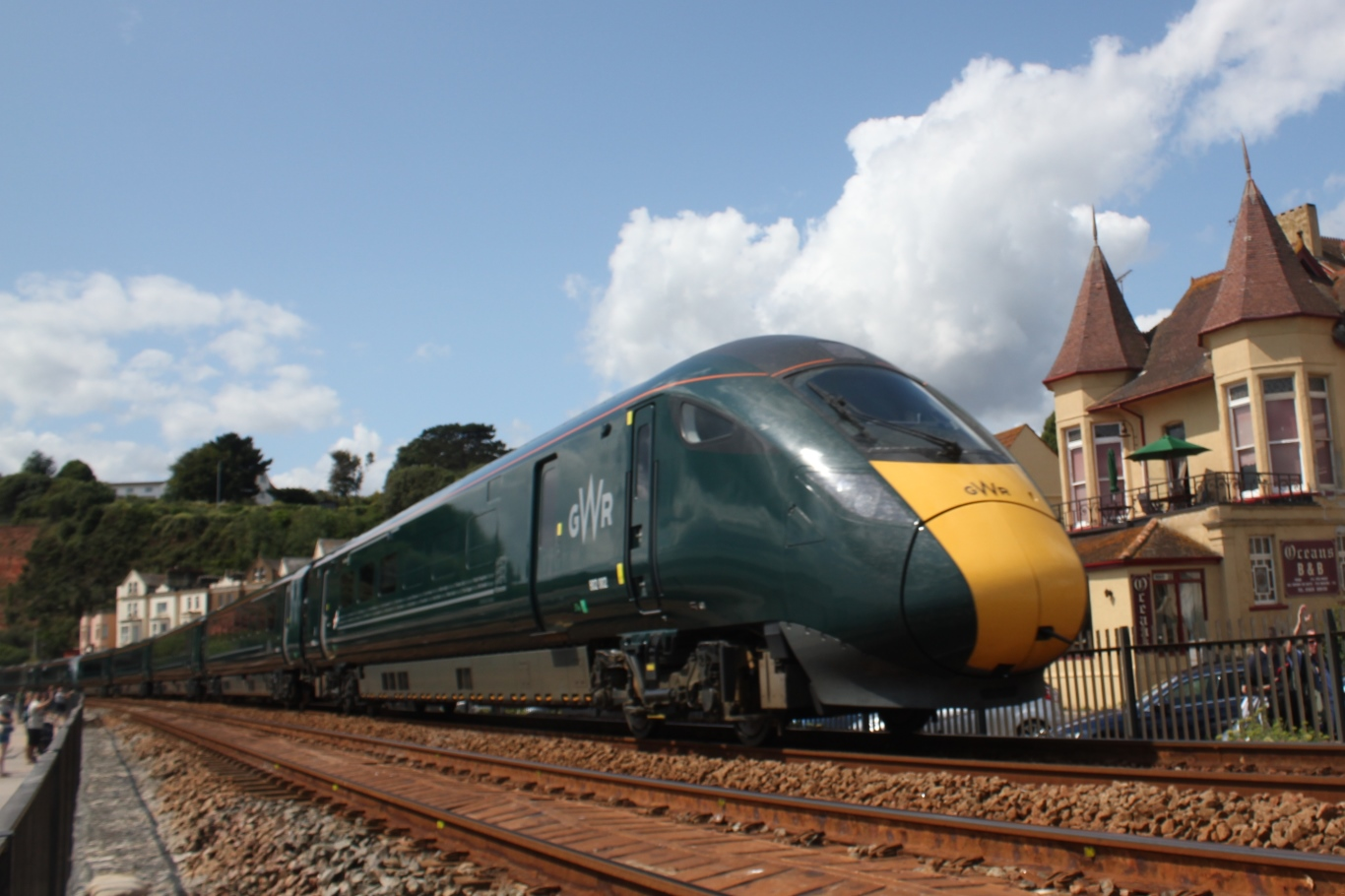
802形バイモード車